# Sita Sanogo
Sita Sanogo (16 de mayo de 1995) es una deportista marfileña que compitió en taekwondo. Ganó una medalla de plata en el Campeonato Africano de Taekwondo de 2009 en la categoría de –67 kg.

## Palmarés internacional
| Campeonato Africano | Campeonato Africano | Campeonato Africano | Campeonato Africano |
| Año                 | Lugar               | Medalla             | Categoría           |
| ------------------- | ------------------- | ------------------- | ------------------- |
| 2009                | Yaundé (Camerún)    | Medalla de plata    | –67 kg              |